# Magda Spiegel
Magdalena Spiegel, detta Magda (Praga, 3 novembre 1887 – Auschwitz, 20 ottobre 1944), è stata un contralto austro-ungarico naturalizzato tedesco.

## Biografia
Esordì diciannovenne all'Opera di Stato di Praga nel 1907 come Amneris in Aida. Nello stesso anno si trasferì a Düsseldorf per perfezionarsi con Aglaja Orgeni e qui fu ingaggiata dalla Deutsche Oper am Rhein, con cui cantò tra il 1909 e il 1916. Nel 1916 esordì alla Wiener Staatsoper e nel corso della stagione vi cantò nei ruoli di Amneris in Aida, Azucena ne Il trovatore ed Erda nel Sigfrido. Nel 1917 fu scritturata dall'Oper Frankfurt, dove avrebbe cantato per i diciotto anni successivi. Qui riscosse un grande successo grazie alla sua Brangäne nel Tristano e Isotta e cantò nelle prime mondiali di Der ferne Klang (1921) e Sancta Susanna (1922), nonché nella prima nazionale di Chovanščina (1925) nel ruolo di Marfa. Nei primi anni 1920 incise tre registrazioni per Odeon, Vox e Homochard. Theodor W. Adorno fu talmente colpito dalla sua Eboli in Don Carlo da considerarla la maggiore cantante in lingua tedesca della sua generazione.
Di origine ebraica, si era unita alla Chiesa evangelica nel 1904 e poi convertita al cattolicesimo nel 1940, ma ciò non bastò a salvarla dall'ascesa del nazismo: dopo il 1933 le offerte di lavoro si diradarono e la promulgazione delle Leggi di Norimberga nel 1935 pose fine alla sua carriera; per evitare di essere licenziata (e perdere così la pensione) decise di ritirarsi e diede il suo addio alle scene cantando come Ortrud nel Lohengrin. Il 1º settembre 1942 fu deportata nel campo di concentramento di Theresienstadt, dove cantò ancora per qualche tempo nel coro del campo; si sa che cantò la parte del contralto nel Requiem di Verdi. Il 19 ottobre 1944 fu trasferita nel campo di concentramento di Auschwitz, dove fu uccisa presumibilmente poco dopo l'arrivo.
Pietre d'inciampo la ricordano davanti alla sua casa al numero 16 della Holzhausenstraße di Francoforte e all'Opera di Amburgo.